# Coledauc ap Morcant
Coledauc, anche Coeldocus, Coledock e Coleddog (580 circa),, figlio di re Morcant Bulc ap Cyngar del Bryneich (odierno Northumberland, nell'Inghilterra settentrionale), successe sul trono del padre (forse solo nominalmente) tra la fine del VI e gli inizi del VII secolo.

## Biografia
Egli visse e regnò nel momento in cui gli invasori angli andavano costruendo il regno di Bernicia a scapito dei reami circostanti. Proprio gli inizi del VII secolo emerse infatti la figura del grande re-guerriero berniciano Aethelric il Feroce, che devastò il reame britannico di Gododdin, sconfisse gli scoti della Dalriada e conquistò l'anglosassone Deira. È quindi logico pensare che il territorio governato da Coledauc sia stato piuttosto ridotto, forse circoscritto alla sola area delle Cheviots Hills. A Coledauc, forse intorno al 610, successe il figlio Morcant, ultimo sovrano del Bryneich.